# Mr. Smith Goes to Washington

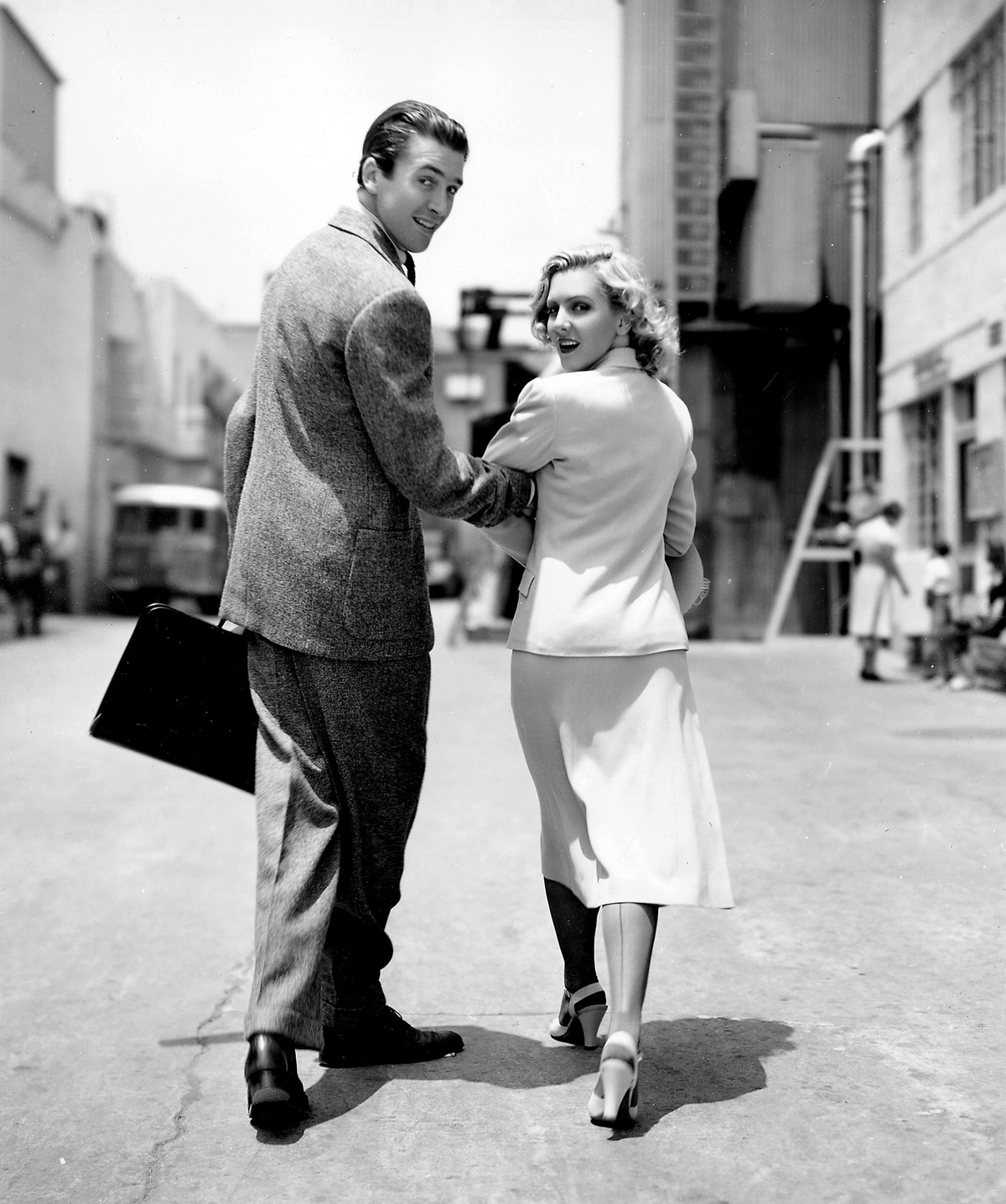
James Stewart i Jean Arthur en el set de rodatge

Mr. Smith Goes to Washington és una pel·lícula dirigida per Frank Capra i protagonitzada per Jean Arthur i James Stewart. Basada en el relat "The Gentleman from Montana" de Lewis R. Foster adaptat per Sidney Buchman, la pel·lícula tracta sobre un senador dels Estats Units acabat de nomenar que lluita contra un la corrupció del sistema polític. Constitueix, conjuntament amb “Mr. Deeds Goes to Town” (1936) i “Meet John Doe” (1941) la trilogia de pel·lícules de Capra centrades en l’idealisme americà i el New Deal i probablement és la millor de les tres. La pel·lícula, que dramatitza la fragilitat de la democràcia, es va estrenar el 19 d’octubre de 1939, poques setmanes després de la invasió de Polònia que va marcar l’inici de la Segona Guerra Mundial. La pel·lícula guanyà l'Oscar a la millor història i fou nominada en nou categories més en la gala dels Premis Oscar de 1939: a la millor pel·lícula, al millor actor, a la millor direcció, al millor guió adaptat, al millor actor secundari, al millor muntatge, al millor disseny de producció, a la millor banda sonora i al millor so. El 1989, el National Film Registry de la Biblioteca del Congrés dels Estats Units la va seleccionar per a la seva preservació degut al seu interès cultural, històric o estètic.

## Argument
La mort prematura del senador Foley suposa un problema per al cap polític Jim Taylor, que necessitava l'ajuda del senador per realitzar una estafa de terres a Willet Creek. Taylor ordena al governador Hubert Hopper, a qui controla, que nomeni un home que recolzi el projecte, però els comitès ciutadans volen un reformista. Hopper també és assetjat pels seus fills, que li demanen que nomeni Jefferson Smith, el líder dels Boy Rangers. Confós, Hopper nomena Jeff i després convenç a Taylor que l'ingenu Jeff no pot aprendre a temps prou sobre política per afectar la trama de corrupció. El nomenament de Jeff com a senador també compta amb el suport del senador, Joseph Paine, que és el titella de Taylor i l'ídol de Jeff.
Jeff i Paine van a Washington, on Jeff, aclaparat per la seva primera visió de la cúpula del Capitoli, abandona el grup i puja a un autobús turístic. Cinc hores més tard arriba al seu despatx on l'espera la seva cínica secretària, Clarissa Saunders, amb el seu company, el periodista Diz Moore. Saunders organitza una conferència de premsa desastrosa per a Jeff. L'endemà al matí, Paine porta Jeff a jurar al Senat, on un senador s'oposa, al·legant que les històries dels diaris demostren que Jeff no és apte. Paine defensa Jeff, i després de jurar, Jeff, enfurismat, s'enfronta als periodistes que l'etiqueten com un "titella honorari". La veritat pica a Jeff, i després de demanar consell a Paine, aquest li proposa que presenti un projecte de llei que proposi un campament nacional dels Boy Rangers. Jeff i Saunders es queden desperts tota la nit treballant en el projecte de llei, que Jeff presenta al Senat l'endemà al matí. Malgrat el nerviosisme de Jeff, als senadors els agrada la idea, excepte Paine, que s'horroritza al descobrir que Jeff vol utilitzar les terres de Willet Creek de Taylor.
Paine per tal que Jeff no sigui al Senat l'endemà quan es discuteixi el projecte de llei de Willet Creekfa que la seva bella filla Susan el distregui. Jeff queda emocionat per les atencions de Susan, però la nit següent, Saunders, emborratxant-se amb Diz, se sent angoixada per la manera en què Jeff està sent enganyat. Ella demana a Diz que es casi amb ella i tornen al seu despatx per recollir les seves coses. Jeff és allà quan arriben i ella li parla de Paine, Taylor i l’estafa. Quan se'n van, Diz s'adona que Saunders no està en condicions de casar-se, i se l’emporta a casa. Atordit per les revelacions de Saunders, Jeff es dirigeix a casa de Paine per enfrontar-se a ell i aquest intenta calmar-lo. Més tard, arriba Taylor i li diu a Jeff que controla Paine i que si ell és intel·ligent també cooperarà. L'endemà, Jeff intenta parlar en contra del projecte de llei, però, sense entendre les regles de protocol, cedeix la paraula a Paine, que denuncia Jeff acusant-lo d'utilitzar el campament de nois per a benefici propi. Un temps després, Jeff s’ha de presentar en audiència davant el Comitè de Privilegis i Eleccions. Allà, Hopper, Paine i altres presenten proves falses que indiquen que ell és el propietari de la terra on vol construir el campament. Jeff està tan sorprès per les mentides de Paine que no pot declarar en nom propi i decideix marxar de Washington.
Aquella nit, Jeff va al Lincoln Memorial, on Saunders el troba i el convenç d'intentar paralitzar la llei. L'endemà al matí, després d'una nit d'entrenament, Jeff revela la veritat sobre Taylor i Paine al Senat, tot i que Paine continua intentant condemnar-lo. Jeff té la intenció de parlar fins que les seves notícies arribin al seu estat d'origen i la gent s'aixequi contra la corrupció, però Taylor organitza una campanya massiva als diaris contra Jeff. Moltes hores més tard, Saunders anima a Jeff amb una nota que li diu que l'estima, i després truca a la seva mare, dient-li que recluti els Boy Rangers per difondre la veritat. Els nois publiquen el seu petit diari, però la banda de Taylor roba els diaris i fereix alguns dels nois. De tornada al Senat, Paine porta 50.000 telegrames de Taylor, tots ells instant a Jeff a renunciar. Encara que està desanimat, Jeff decideix seguir lluitant, però després de donar un últim discurs a Paine, s'enfonsa d'esgotament després de parlar durant gairebé vint-i-quatre hores. Paine finalment es trenca, i després d'intentar suïcidar-se fora de la cambra del senat, confessa que tot el que ha dit Jeff és cert. Tothom a la sala s'anima i Saunders salta d'alegria.

## Repartiment
- Jean Arthur (Clarissa Saunders)
- James Stewart (Jefferson "Jeff" Smith)
- Claude Rains (senador Joseph Harrison "Joe" Paine)
- Edward Arnold (Jim Taylor)
- Guy Kibbee (governador Hubert "Happy" Hopper)
- Thomas Mitchell ("Diz" Moore)
- Eugene Pallette (Chick McGann)
- Beulah Bondi (Ma Smith)
- H. B. Warner (líder de la majoria del senat)
- Harry Carey (president del senat)
- Astrid Allwyn (Susan Paine)
- Ruth Donnelly (Mrs. Hopper)
- Grant Mitchell (senador MacPherson)
- Porter Hall (senador Monroe)
- Pierre Watkin (líder de la minoria del senat)
- Charles Lane ("Nosey", periodista)
- William Demarest (Bill Griffith)
- Dick Elliott (Carl Cook)
- Els Hopper Boys:
  - Billy Watson
  - Delmar Watson
  - John Russell
  - Harry Watson
  - Gary Watson
  - Baby Dumpling
- H. V. Kaltenborn
- Russell Simpson (Kenneth Allen)
- Gino Corrado (barber)
- Maurice Costello (Diggs)
- Alec Craig (speaker)
- Stanley Andrews (senador Hodges)

## Premis i nominacions a l'Oscar
| Categoria                   | Nominats                                         | Resultat  |
| --------------------------- | ------------------------------------------------ | --------- |
| Millor pel·lícula           | Columbia Pictures                                | Nominat   |
| Millor direcció             | Frank Capra                                      | Nominat   |
| Millor actor                | James Stewart                                    | Nominat   |
| Millor guió adaptat         | Sidney Buchman                                   | Nominat   |
| Millor història             | Lewis R. Foster                                  | Guanyador |
| Millor actor secundari      | Claude Rains                                     | Nominat   |
| Millor muntatge             | Gene Havlick, Al Clark                           | Nominat   |
| Millor so                   | Columbia Studio Sound Department, John Livadary, | Nominat   |
| Millor banda sonora         | Dimitri Tiomkin                                  | Nominat   |
| Millor disseny de producció | Lionel Banks                                     | Nominat   |

A més, el National Board of Review la va reconèixer com una de les pel·lícules més destacades d’aquell 1939, el New York Film Critics Circle va concedir el premi al millor actor a James Stewart aquell 1939 i el National Film Registry de la Biblioteca del Congrés dels Estats Units la va seleccionar per a la seva preservació.